# Jiří, vévoda z Kentu
Princ Jiří, vévoda z Kentu (20. prosince 1902, York Cottage – 25. srpna 1942, Morven), byl syn krále Jiřího V. a jeho manželky královny Marie. Byl mladším bratrem králů Eduarda VIII. a Jiřího VI. Princ Jiří sloužil ve 20. letech 20. století v královském námořnictvu a poté krátce jako státní úředník. V roce 1934 se stal vévodou z Kentu. Koncem 30. let sloužil jako důstojník Královského letectva, nejprve jako štábní důstojník na Velitelství výcviku RAF a poté od července 1941 jako štábní důstojník v sekci sociálního zabezpečení generálního inspektora štábu RAF. 
Zahynul při leteckém neštěstí v Dunbeathu 25. srpna 1942, při němž zahynulo čtrnáct z patnácti členů posádky a cestujících.

## Původ a mládí

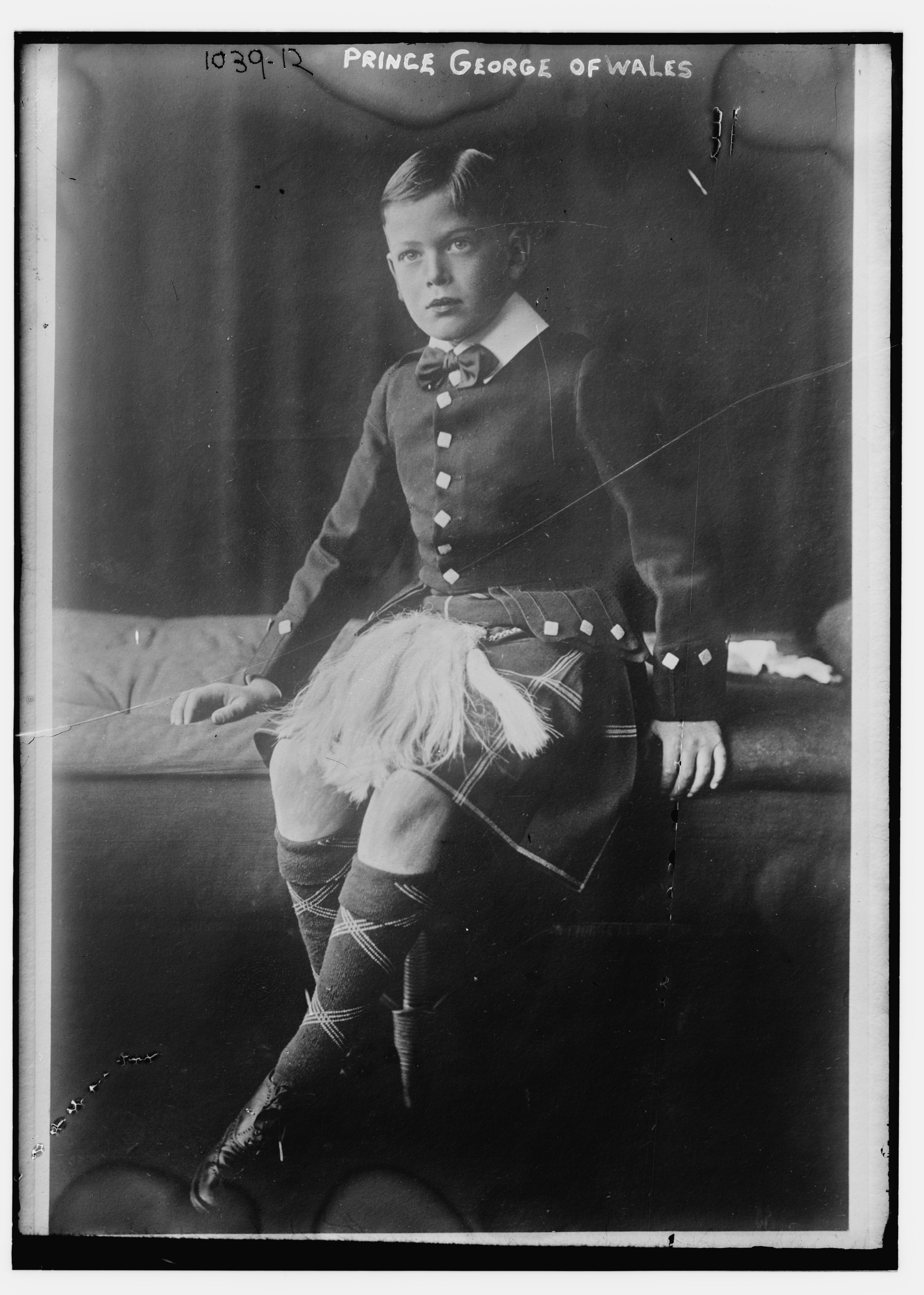
Princ Jiří v roce 1909

Princ Jiří se narodil 20. prosince 1902 v York Cottage na panství Sandringham v anglickém Norfolku. Jeho otcem byl princ z Walesu (později král Jiří V.), jediný přeživší syn krále Eduarda VII. a královny Alexandry.
Jeho matkou byla princezna z Walesu, pozdější královna Marie, jediná dcera a nejstarší dítě vévody a vévodkyně z Tecku. V době svého narození byl pátý v nástupnické linii na britský trůn za svým otcem a třemi staršími bratry: Eduardem, Albertem a Henrym.
Jiří byl pokřtěn 26. ledna 1903 v soukromé kapli na hradě Windsor oxfordským biskupem Francisem Pagetem. Jeho kmotry byli král Eduard VII. (jeho dědeček z otcovy strany), princ Valdemar Dánský (jeho prastrýc z otcovy strany, zastoupený princem Karlem Dánským, jeho strýcem z otcovy strany), princ Ludvík z Battenbergu (manžel sestřenice jeho otce), královna Alexandra (jeho babička z otcovy strany), císařovna vdova Marie Fjodorovna (jeho prateta z otcovy strany, zastoupená princeznou Viktorií, jeho tetou z otcovy strany) a princezna Helena Šlesvicko-holštýnská (jeho prateta z otcovy strany).

## Vzdělání a kariéra

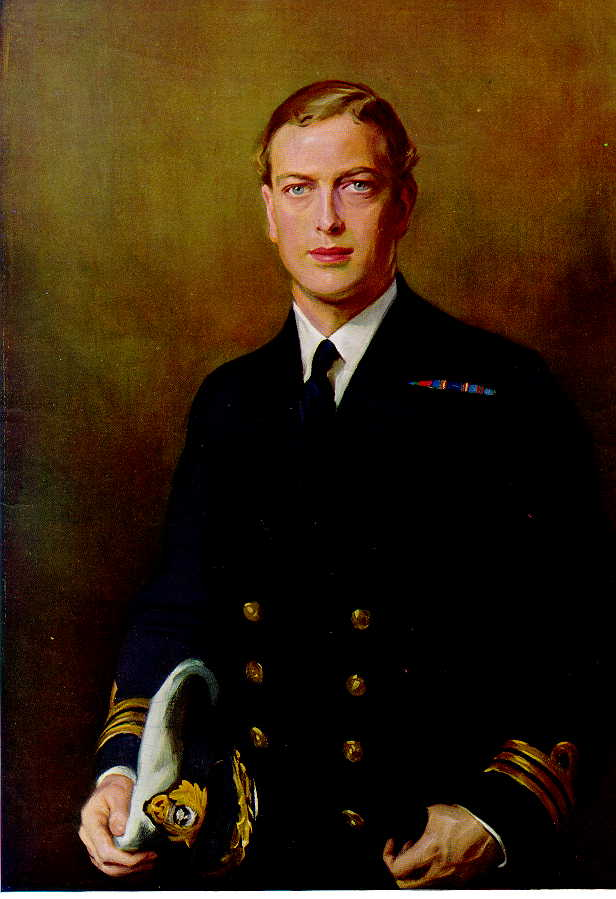
Princ Jiří na portrétu Philipa de László, 1934

Princ Jiří získal v raném věku vzdělání od vychovatele a poté následoval svého staršího bratra, prince Henryho, do přípravné školy St Peter's Court v Broadstairs v Kentu. Ve 13 letech, stejně jako jeho bratři, princ z Walesu, pozdější král Eduard VIII. a princ Albert, pozdější král Jiří VI. před ním, odešel na námořní školu, nejprve v Osborne a později v Dartmouthu. 15. února 1924 byl povýšen na podporučíka a 15. února 1926 byl povýšen na poručíka. V aktivní službě v Královském námořnictvu zůstal až do března 1929, kdy sloužil na HMS Iron Duke a později na vlajkové lodi Atlantické flotily (v roce 1932 přejmenované na Home Fleet) HMS Nelson, na které sloužil jako poručík v admirálském štábu, než byl v roce 1928 převelen na HMS Durban na stanici America and West Indies Station se základnou v Královské námořní loděnici na Bermudách. Jeho otec předtím sloužil na Bermudách na HMS Canada a HMS Thrush jako strážní poručík.
Po odchodu z námořnictva krátce působil na ministerstvu zahraničí a později na ministerstvu vnitra, čímž se stal prvním členem královské rodiny, který pracoval jako státní úředník. Po odchodu z aktivní služby byl povýšen: 15. února 1934 na velitele a 1. ledna 1937 na kapitána.
Dne 23. června 1936 byl George jmenován osobním pobočníkem svého nejstaršího bratra, nového krále Eduarda VIII. Po abdikaci Eduarda VIII. byl jmenován osobním námořním pobočníkem svého staršího bratra, nyní Jiřího VI. Dne 12. března 1937 byl jmenován plukovníkem britské armády a v ekvivalentní hodnosti skupinového kapitána Královského letectva (RAF), od stejného data byl také jmenován vrchním plukovníkem Královských fusilierů.
V říjnu 1938 byl Jiří jmenován generálním guvernérem Austrálie po lordu Gowriem s účinností od listopadu 1939. V říjnu však bylo oznámeno, že vzhledem k vypuknutí druhé světové války bylo jmenování odloženo.
8. června 1939 byl Jiří povýšen na hodnost kontradmirála Královského námořnictva, generálmajora Britské armády a leteckého vicemaršála Královského letectva. Na začátku druhé světové války se Jiří vrátil do aktivní námořní služby v hodnosti kontradmirála a krátce sloužil ve zpravodajském oddělení Admirality.
V letech 1926-1942 byl patronem Společnosti pro námořní výzkum.

## Osobní život

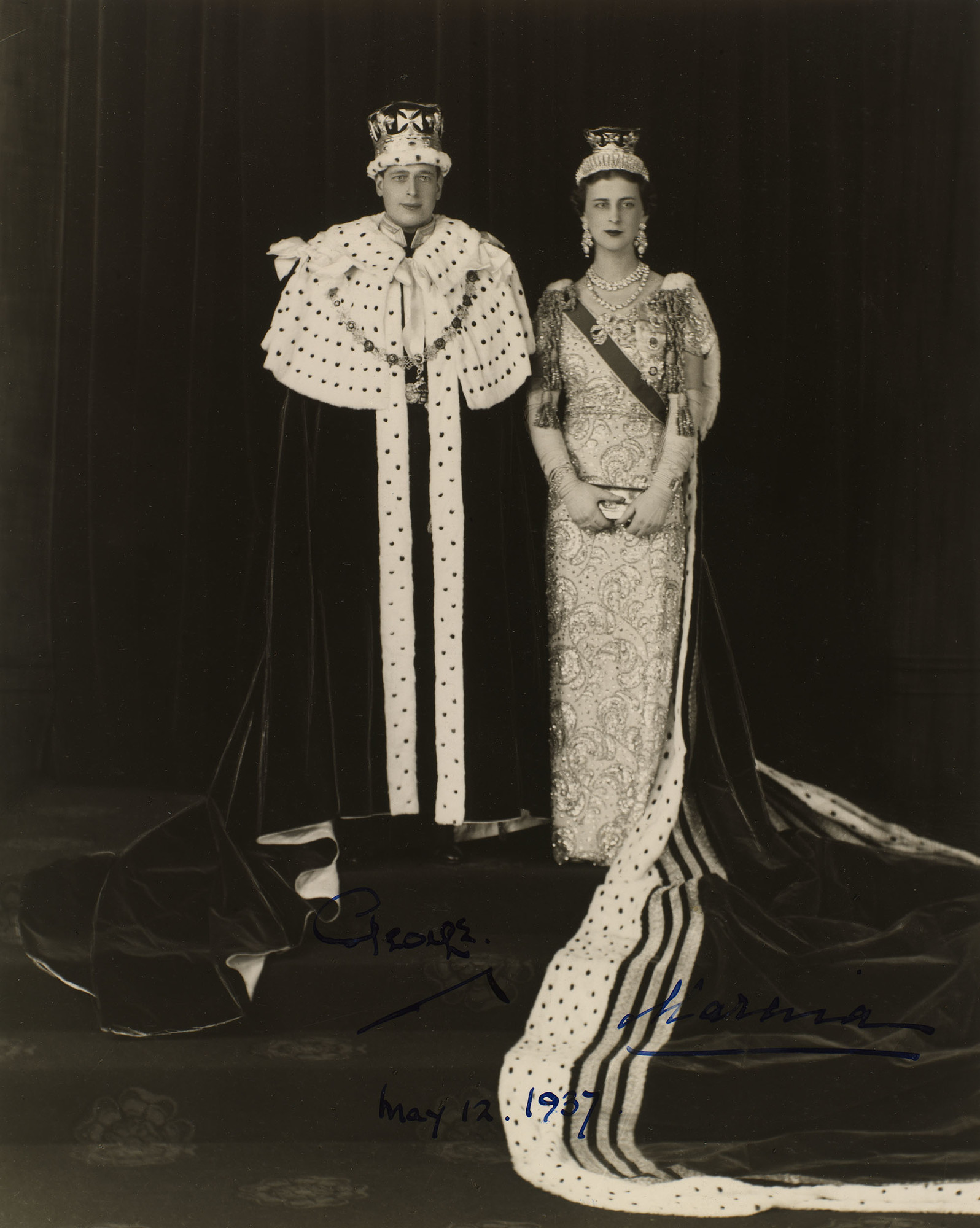
Princ Jiří, vévoda z Kentu a princezna Marina Řecká a Dánská během korunovace krále Jiřího VI., 1937

### Manželství a potomci
Dne 12. října 1934 v očekávání sňatku s princeznou Marinou Řeckou a Dánskou mu byl udělen titul vévody z Kentu, hraběte St Andrews a barona Downpatrick. Sňatek proběhl 29. listopadu 1934 ve Westminsterském opatství. Jeho manželka byla dcerou prince Mikuláše Řeckého a Dánského a jeho manželky velkokněžny Jeleny Vladimírovny Ruské. Spolu měli tři děti:
- 1. Edward, vévoda z Kentu (* 9. 10. 1935 Londýn), prezident All England Lawn Tennis and Croquet Clubu v letech 1969–2021, velmistr svobodných zednářů Anglie a Walesu
  - ⚭ 1961 Katharine Lucy Mary Worsley (* 22. 2. 1933 Hovingham)
- 2. Alexandra, Lady Ogilvy (* 25. 12. 1936 Londýn) 
  - ⚭ 1963 Angus James Bruce Ogilvy (14. 9. 1928 Londýn – 26. 12. 2004 tamtéž)
- 3. Michael z Kentu (* 4. 7. 1942 Coppins)
  - ⚭ 1978 baronka Marie Christine von Reibnitz (* 15. 1. 1945 Karlovy Vary)

### Vztahy
Jiří měl údajně poměr s muzikálovou hvězdou Jessie Matthewsovou, spisovatelem Cecilem Robertsem a Noëlem Cowardem, což ale Cowardův dlouholetý partner Graham Payn popřel. V době, kdy byl ženatý, měl poměr s Margaret Whighamovou, později známou jako Margaret Campbellová, vévodkyně z Argyllu.
Jiří byl také údajně závislý na drogách, zejména na morfinu a kokainu, což prý pramenilo z jeho přátelství s Kiki Prestonovou (rozenou Alicí Gwynneovou, 1898-1946), s níž se poprvé setkal v polovině 20. let. Prestonová byla kvůli své závislosti na heroinu známá jako „dívka se stříbrnou stříkačkou“ a byla provdána nejprve za Horace R. B. Allena a poté v roce 1925 za bankéře Jeroma Prestona, který zemřel po skoku z okna hotelu Stanhope v New Yorku.
Kromě legitimních dětí měl údajně syna s Kiki Prestonovou. Podle vzpomínek přítelkyně Loelie, vévodkyně z Westminsteru, se bratr prince Jiřího Eduard VIII. domníval, že tímto synem je Michael Temple Canfield (1926-1969), adoptivní syn amerického nakladatele Casse Canfielda - a prvního manžela Lee Radziwillové, sestry první dámy Jacqueline Kennedyové Onassisové (manželky prezidenta Johna F. Kennedyho).
V článku zveřejněném v červnu 2024 zveřejnil deník Daily Telegraph seznam vévodových známých i domnělých milenek a zároveň zpochybnil další, které byly někdy jmenovány. Článek konkrétně zpochybnil faktickou správnost některých prvků článku o vévodovina anglické Wikipedii, konkrétně týkajících se jeho soukromého života a romantických vztahů.

## Smrt
Dne 25. srpna 1942 Jiří a 14 dalších vzlétli v l RAF Short Sunderland W4026 z Invergordonu v Ross a Cromarty, aby odletěli na Island k plnění neoperativních úkolů. Letadlo se zřítilo na Eagle's Rock, svahu poblíž Dunbeath ve skotském Caithnessu. Jiří a všichni kromě jednoho z osob na palubě zahynuli. Bylo mu 39 let.
Jeho smrt ve službě v RAF byla prvním případem po více než 450 letech, kdy člen královské rodiny zemřel v aktivní službě. Tělo prince bylo nejprve převezeno do kaple svatého Jiří ve Windsoru a poté byl pohřben na královském pohřebišti ve Frogmore, přímo za mauzoleem královny Viktorie. Jeho starší syn, šestiletý princ Edward, zdědil po svém otci titul vévody z Kentu. Jeho manželka princezna Marina porodila jejich třetí dítě, prince Michaela, pouhých sedm týdnů před smrtí prince Jiřího. 

## Rodokmen
|                      |                                 |  |                      |                                                               |  |  |  |  |  |  |  | Arnošt I. Sasko-Kobursko-Gothajský |
|                      |                                 |  |                      |                                                               |  |  |  |  |  |  |  |                                    |
|                      | Albert Sasko-Kobursko-Gothajský |  |                      |                                                               |  |  |  |  |  |  |  |                                    |
|                      |                                 |  |                      |                                                               |  |  |  |  |  |  |  |                                    |
|                      |                                 |  |                      | Luisa Sasko-Gothajsko-Altenburská                             |  |  |  |  |  |  |  |                                    |
|                      |                                 |  |                      |                                                               |  |  |  |  |  |  |  |                                    |
|                      | Eduard VII.                     |  |                      |                                                               |  |  |  |  |  |  |  |                                    |
|                      |                                 |  |                      |                                                               |  |  |  |  |  |  |  |                                    |
|                      |                                 |  |                      | Eduard August Hannoverský                                     |  |  |  |  |  |  |  |                                    |
|                      |                                 |  |                      |                                                               |  |  |  |  |  |  |  |                                    |
|                      | královna Viktorie               |  |                      |                                                               |  |  |  |  |  |  |  |                                    |
|                      |                                 |  |                      |                                                               |  |  |  |  |  |  |  |                                    |
|                      |                                 |  |                      | Viktorie Sasko-Kobursko-Saalfeldská                           |  |  |  |  |  |  |  |                                    |
|                      |                                 |  |                      |                                                               |  |  |  |  |  |  |  |                                    |
|                      | Jiří V.                         |  |                      |                                                               |  |  |  |  |  |  |  |                                    |
|                      |                                 |  |                      |                                                               |  |  |  |  |  |  |  |                                    |
|                      |                                 |  |                      | Fridrich Vilém Šlesvicko-Holštýnsko-Sonderbursko-Glücksburský |  |  |  |  |  |  |  |                                    |
|                      |                                 |  |                      |                                                               |  |  |  |  |  |  |  |                                    |
|                      | Kristián IX.                    |  |                      |                                                               |  |  |  |  |  |  |  |                                    |
|                      |                                 |  |                      |                                                               |  |  |  |  |  |  |  |                                    |
|                      |                                 |  |                      | Luisa Karolina Hesensko-Kasselská                             |  |  |  |  |  |  |  |                                    |
|                      |                                 |  |                      |                                                               |  |  |  |  |  |  |  |                                    |
|                      | Alexandra Dánská                |  |                      |                                                               |  |  |  |  |  |  |  |                                    |
|                      |                                 |  |                      |                                                               |  |  |  |  |  |  |  |                                    |
|                      |                                 |  |                      | Vilém Hesensko-Kasselský                                      |  |  |  |  |  |  |  |                                    |
|                      |                                 |  |                      |                                                               |  |  |  |  |  |  |  |                                    |
|                      | Luisa Hesensko-Kasselská        |  |                      |                                                               |  |  |  |  |  |  |  |                                    |
|                      |                                 |  |                      |                                                               |  |  |  |  |  |  |  |                                    |
|                      |                                 |  |                      | Luisa Šarlota Dánská                                          |  |  |  |  |  |  |  |                                    |
|                      |                                 |  |                      |                                                               |  |  |  |  |  |  |  |                                    |
| Jiří, vévoda z Kentu |                                 |  |                      |                                                               |  |  |  |  |  |  |  |                                    |
|                      |                                 |  |                      |                                                               |  |  |  |  |  |  |  |                                    |
|                      |                                 |  | Ludvík Württemberský |                                                               |  |  |  |  |  |  |  |                                    |
|                      |                                 |  |                      |                                                               |  |  |  |  |  |  |  |                                    |
|                      | Alexandr Württemberský          |  |                      |                                                               |  |  |  |  |  |  |  |                                    |
|                      |                                 |  |                      |                                                               |  |  |  |  |  |  |  |                                    |
|                      |                                 |  |                      | Henrietta Nasavsko-Weilburská                                 |  |  |  |  |  |  |  |                                    |
|                      |                                 |  |                      |                                                               |  |  |  |  |  |  |  |                                    |
|                      | František z Tecku               |  |                      |                                                               |  |  |  |  |  |  |  |                                    |
|                      |                                 |  |                      |                                                               |  |  |  |  |  |  |  |                                    |
|                      |                                 |  |                      | László Rhédy de Kis-Rhéde                                     |  |  |  |  |  |  |  |                                    |
|                      |                                 |  |                      |                                                               |  |  |  |  |  |  |  |                                    |
|                      | Claudine Rhédey von Kis-Rhéde   |  |                      |                                                               |  |  |  |  |  |  |  |                                    |
|                      |                                 |  |                      |                                                               |  |  |  |  |  |  |  |                                    |
|                      |                                 |  |                      | Ágnes Inczédy de Nagy-Várad                                   |  |  |  |  |  |  |  |                                    |
|                      |                                 |  |                      |                                                               |  |  |  |  |  |  |  |                                    |
|                      | Marie z Tecku                   |  |                      |                                                               |  |  |  |  |  |  |  |                                    |
|                      |                                 |  |                      |                                                               |  |  |  |  |  |  |  |                                    |
|                      |                                 |  |                      | Jiří III.                                                     |  |  |  |  |  |  |  |                                    |
|                      |                                 |  |                      |                                                               |  |  |  |  |  |  |  |                                    |
|                      | Adolf z Cambridge               |  |                      |                                                               |  |  |  |  |  |  |  |                                    |
|                      |                                 |  |                      |                                                               |  |  |  |  |  |  |  |                                    |
|                      |                                 |  |                      | Šarlota Meklenbursko-Střelická                                |  |  |  |  |  |  |  |                                    |
|                      |                                 |  |                      |                                                               |  |  |  |  |  |  |  |                                    |
|                      | Marie Adelaida z Cambridge      |  |                      |                                                               |  |  |  |  |  |  |  |                                    |
|                      |                                 |  |                      |                                                               |  |  |  |  |  |  |  |                                    |
|                      |                                 |  |                      | Fridrich Hesensko-Kasselský                                   |  |  |  |  |  |  |  |                                    |
|                      |                                 |  |                      |                                                               |  |  |  |  |  |  |  |                                    |
|                      | Augusta Hesensko-Kaselská       |  |                      |                                                               |  |  |  |  |  |  |  |                                    |
|                      |                                 |  |                      |                                                               |  |  |  |  |  |  |  |                                    |
|                      |                                 |  |                      | Karolina Nasavsko-Usingenská                                  |  |  |  |  |  |  |  |                                    |
|                      |                                 |  |                      |                                                               |  |  |  |  |  |  |  |                                    |